# Куинто Вичентино
Куѝнто Вичентѝно (на италиански: Quinto Vicentino; на венециански: Quinto Vixentin, Куинто Визентин) е градче и община в Северна Италия, провинция Виченца, регион Венето. Разположено е на 37 m надморска височина. Населението на общината е 5792 души (към 2015 г.).